# Marion Baruch
Pour les articles homonymes, voir Baruch.
Marion Baruch est une artiste roumaine née à Timișoara en 1929. Elle a vécu à Bucarest, en Israël, à Milan et à Paris. Elle vit et travaille à Gallarate en Italie.

## Biographie
Marion Baruch est née en 1929 à Timișoara. À 20 ans, elle a la possibilité de fuir la Roumanie stalinienne où elle venait de commencer ses études au près de l'Académie des Beaux-Arts de Bucarest. Elle rejoindra ses grands parents en  Israël, tandis que sa mère la rejoindra plus tard. Quand elle débarque en Israel sans aucun document elle change son nom en Miriam, nom qui est resté le même sur ses documents d'identité Italiens. Elle y suit tout particulièrement, à l'École des beaux-arts Bezalel, les cours du peintre Mordecai Ardon, artiste du Bauhaus.
À 24 ans, pour sa première exposition personnelle elle présente des dessins de grand format à la galerie Micra-Studio, de Tel Aviv. Elle bénéficie d'une bourse d'études à l'étranger et choisit de s'installer en Italie. À partir de 1955, elle étudie à l'Académie des Beaux Arts de Rome et expose en Italie et en France. Elle vit ensuite à Milan où elle est représentée par la galerie Luciano Inga-Pin. En 1990 elle décide de signer ses œuvres Name Diffusion, un label qu'elle constitue sous le statut d'une entreprise commerciale.
Elle s'installe et vit à Paris 19e, 32 rue Sorbier, de 1993 à 2007. Name Diffusion devient également une association loi de 1901 qui mène des actions artistiques sous la forme d'un collectif.
En 2007, atteinte d'une perte partielle de la vision, Marion Baruch doit changer ses modes d'action et de production. Elle s'installe à Gallarate (Italie) et choisit d'exposer sous son nom propre des formes de pièces plus condensées, à partir de 2009. Son œuvre prend une nouvelle dimension et est exposée en Italie, en Suisse, en France et dans d'autres pays.

## Premières expositions
Le projet initial de Marion Baruch est d'injecter un langage contemporain dans les genres artistiques établis. Elle explore la peinture, le métal, le bois, le verre, sous l'angle du vide soulignant l'absence de matière par le contour. Ainsi de la série Monitor, rectangles de bois de différentes dimensions peints en blanc encadrant un verre transparent, à la manière d'écrans qui soulignent des espaces de vide sur les murs. Elle entre dans la galerie Luciano Inga Pin de Milan qui la représente à la Foire Art Basel.
Dans les années 1970, elle est invitée deux fois au Salon de la jeune sculpture de Paris. Elle présente dans le Jardin du Palais-Royal, une sculpture monumentale in memoriam (en hommage à sa mère enterrée à Paris). Il s'agit d'un rectangle de métal évidé peint au minium et suspendu horizontalement. La pièce est installée ensuite devant une école à l'invitation de la ville de Vitry-sur-Seine. Marion Baruch se réjouit que sa sculpture puisse susciter un cadre pour les jeux d'enfants.

## L'art, une entreprise de fiction
En 1990, Marion Baruch s'engage dans la mouvance artistique de ce que Nicolas Bourriaud a théorisé en 1998 comme art relationnel. Elle crée des espaces de fiction provoquant de nouvelles situations dans les lieux d'art contemporain et, mettant en question les circuits économiques traditionnels, elle confronte les codes et modalités de fonctionnement de l'entreprise à ceux de l'art. Plus particulièrement, Marion Baruch mime l'univers de la confection textile, ses relations au corps, et plus généralement les interactions entre art et espace social, au travers de la production industrielle d'objets. Elle constitue la société Name Diffusion, dont l'activité consiste à exposer ses productions, et l'immatricule à la Chambre de commerce de Varèse (Italie).
Cette marque générique qui signe désormais ses créations creuse la question de l'attribution, qui reste elliptique, puisqu'elle est vecteur de diffusion d'un nom informulé. Alors que l'art est toujours marqué d'une signature, celle de Name Diffusion débouche sur une abstraction.
En 1993, Name Diffusion installe un Showroom fictionnel, où ses produits sont exposés sur des portants, dans l'exposition Business Art Business au Gröninger Museum, 1993 Groningen, Pays-Bas.
Cette exposition collective présente des environnements des labels artistiques Banca di Oklahoma SRL, Ingold Airlines (Res Ingold (en)), Int Fish-Handel Servaas ZN, Mark Kostabi, Name Diffusion (Marion Baruch), Philippe Cazal, Premiata Ditta (it) SAS, et Tecnotest SRL. Le catalogue a la forme d'une boîte de pizza imprimée en noir et argent. L'intérieur contient des catalogues individuels sans unité de style, un par groupe d'artistes.

## Esthétique du relationnel
Désireuse d'explorer des visions et stratégies artistiques nouvelles, Marion Baruch vit à Paris à partir de 1994. Agissant dans le cadre d'un art urbain « inorganique », elle veut donner à vivre l'art comme une expérience de vie à part entière.
Elle constitue Name Diffusion en association et fédère de jeunes artistes et des personnes porteuses de différents champs de savoirs comme Dana Diminescu sociologue, la militante féministe Ginette Lemaître, Anne-Marie Morice créatrice et directrice de Synesthésie, Serge Combaud infographiste développeur web, des artistes.
Du 24 mars au 9 avril 1994, elle participe à l'exposition Femmes publiques, au Palais de la Femme sur une proposition de Ginette Lemaitre avec Christine Melchiors (pour le collectif Bob Smith), et Art Domestique Production (Deborah Weinstein). Catalogue.
Elle crée des dispositifs esthétiques participatifs qui réunissent, dans un but artistique affirmé, nombre de personnes d'ethnies et de nationalités diverses. Ces derniers apportent leurs vécus individuels et collectifs. Fin 1996, Tatiana Trouvé l'invite à organiser l'événement Interplace Access à l'Espace Viafarini de Milan. Sont exposés une quarantaine de projets artistiques et de structures créées par des artistes en Europe et aux États-Unis. Les participants apportent des documents : magazines, catalogues, vidéos, cassettes audios, et posters. Une table-ronde est animée par Paul Ardenne, Jordan Crandall envoie un texte.
En 1998, Marion Baruch/Name Diffusion est invitée par l'artiste berlinoise Marion von Osten à devenir correspondante pour le lancement du projet MoneyNations, une liste de diffusion qui publie des textes sur le paradoxe entre les notions de frontières et de globalisation économique.
À Paris, les interventions de Name Diffusion s'organisent autour de l'invention de dispositifs qui mettent en relation des pratiques artistiques et culturelles comme Bordercartograph, La Fête des Langues, Displacement_for, Le jeu du Tapis Volant (réalisé avec Arben Iljazi et Myriam Rambach), Bibliomail. Outre les centres d'art, les espaces artistiques, les centres sociaux, Marion Baruch se saisit des réseaux numériques pour propager ces projets ou les créer. Elle produit un site support d'information et de transmission, aujourd'hui disparu, et utilise d'autres supports comme la revue Synesthésie (qui n'est plus en ligne), le site de la biennale Art Grandeur Nature en Seine Saint-Denis qui s'est arrêtée en 2008, des listes de diffusion, des blogs.
Marion Baruch/Name Diffusion s'inscrit dans des dynamiques d'activités collectives, souvent reliées au problématiques de la mobilité, de la mondialisation migratoire, de l'exil, et aux nécessités de toujours revisiter les repères culturels, corporels et mentaux. Elle conduit son art relationnel vers des actions collectives, de coopérations, où chaque participant trouve sa place.

## Réincorporation
À partir de 2007, Marion Baruch « entame un changement radical de sa démarche, en revenant aux éléments basiques de la pratique artistique comme les couleurs, les formes, les contrastes ». (Noah Stolz)  Elle réintègre son nom propre.
En 2010, elle entame une Trilogy, Mon corps où es-tu ?. Cette action se présente comme la "Posologie d'une quête de guérison". Elle commence par l'action performative La chambre vide. Marion Baruch reçoit, dans une pièce qu'elle a entièrement vidée de son petit appartement parisien, toute personne  à la suite d'annonces diffusées. L'action se poursuit par des collectages dans le quartier du Sentier, La collecte des chûtes, à la recherche de déchêts provenant des ateliers de confection. Puis les actions publiques Parischûtes offrent aux participants la possibilité de composer des objets textiles singuliers en tressant, nouant, assemblant de différentes façons les tissus collectés.
Sur ce principe, elle répond à l'invitation de la curatrice Nathalie Viot pour investir l'Espace Neuf cube, galerie de la mairie du 9e arrondissement de Paris et différents lieux de ce quartier (Centre social, galerie des Petits Carreaux) pour l'exposition Start en janvier 2012.
À partir de 2011, elle découvre, dans le bassin milanais de l'industrie du textile où elle vit, des déchets de tissus servant à la haute couture. Ces chutes dessinent en creux les formes des différentes pièces qui constituent les vêtements et soulignent ainsi, par le vide, des silhouettes stylisées de parties de corps habillés : manches, jambes, pans de vestes, de jupes. Cette « matière sociale », qu'elle dispose d'un geste sur les murs des espaces d'exposition, tire un fil mémoriel vers des artistes comme Joseph Beuys, Robert Morris.
Christian Bernard, directeur du MAMCO jusqu'en 2016, Musée d'art moderne et contemporain de Genève, l'expose. Elle entre dans les collections du musée.
Elle poursuit une carrière internationale en Suisse, en Italie, en France et dans d'autres pays.
Marion Baruch est représentée par la galerie Laurence Bernard, Genève et la galerie Anne-Sarah Bénichou, Paris.

## Expositions
- 1991: Briefing, Galerie Luciano Inga-Pin, Milano 
  - Mattia knows it, Galerie Luciano Inga-Pin, Milano (solo show)[5]
- 1992 : Avantgarde - Kampagne, Kunsthalle Düsseldorf, Düsseldorf (cat.)
- 1993 : Business Art/Art Business Gröninger Museum, Gröningen (cat.), Tecnopolis Bari (cat.)
- 1994 : Femmes Publiques, Palais de la Femme, Paris, commissaire Ginette Lemaître (cat.) 
  - Pro-Création, Fri-Art Kunsthalle, Fribourg (cat.), Ars-Lux Bologna (cat.)
  - Prénom d’artiste, Studio Morra, Napoli (solo show)
- 1995 : When tekkno turns to sound of poetry, KunstWerke, Berlin (cat.) 
  - 50e Anniversaire des Comités d’Entreprise, La Villette, Paris
  - Messe 2ok Köln (cat.)
- 1996 : Ad on exchange, Zingmagazine, New York
  - Doppio Morgen, Luciano Inga-Pin, Milan
  - Compartments, Globe, Copenhage (cat.)
  - Interplace Access, Viafarini, projet de Tatiana Trouvé, Milan (cat.)
  - Natura Naturans, Museo di Storia Naturale, Trieste (cat.)
  - geld.beat.synthetik, Aesthetic of truth, edition ID-archiv, Berlin
  - She sells sea-shells [at the seashore], Via degli Artisti, Turin
- 1997 : Exogen Nicolaj, Contemporary Art Center, commissaires Bruno Guiganti et Morten Salling, Copenhage (cat.) 
  - Just Watch, Shedhalle, Zurich (cat.)
- 1998 : Je suis une sans-papière, action en ligne, publication Synesthésie 06 
  - Radar, Generator, Dundee (avec Giancarlo Norese, cat.)
- 1999 : Displacement_for
- 2000 : Moneynations, Shedhalle, Zurich, curated by Marion Von Osten (cat.) 
  - Micropolitiques, Le Magasin, Centre d’art contemporain, Grenoble (cat.)
  - Moneynations, Kunsthalle Exnergasse, Vienne (publication)
- 2001 : Bibliobus, Centre d’art contemporain Cimaises et Portiques, Albi, publication 
  - Avis de Passage, ODDC, St-Brieu
- 2002 : Contemporaines, genre et représentation, publication en ligne Synesthésie 12, inauguration par Anne-Marie Morice au Palais de Tokyo, Paris
  - Lines of Mobility Kunstverein Nürenberg
- 2004 : Mobilités, exposition collective, commissaire Anne-Marie Morice, Maison des Sciences de l'Homme, Paris. Publication Synesthesie 13
- 2005 : Jeu du Tapis volant, Name Diffusion, action artistique collective. Début du projet avec le  Centre Stéphane Hessel (CAOMIDA), foyer France Terre d’Asile de Boissy-Saint-Léger. Séances de jeu : Musée De l’Homme, Paris, Espace Synesthésie, et Musée d’Art et d’Histoire à Saint-Denis[6], Musée de l'Histoire de l’Immigration[7], Paris, Biennale de Paris[8], etc
- 2008 : Trame di Penelope[9], Enrica Borghi, Alice Cattaneo, Name Diffusion, Opere e Workshop, exposition collective, commissaire Emma Zanella, MUSEO MAGA, Gallarate (cat.)
- 2009 : Trilogy: Mon corps où es-tu?, 32 rue Sorbier, Paris
- 2010 : Trilogy: Mon corps où es-tu?, Maison des sciences de l’homme, Paris
- 2011 : PARISchutes, avec Morena Campani - Théâtre Le Vent se lève, Paris
- 2012 : PARISchutes, avec Morena Campani - Théâtre Le vent se lève, Paris 
  - START, Marion Baruch, NeufCube, curatrice Nathalie Viot, avec la collaboration de Morena Campani - Paris
- 2013 : Ready resti, Autoritratti[10], MAMbo, curatrice Francesca Pasini, Bologna 
  - Lampi di memoria, Des histoires sans fin[11], MAMCO, curatrice Nathalie Viot, Genève
- 2014 : Marion Baruch, Sculpture Ambiente, Mars, Milan
- 2015 : Sviluppo Parallelo[12], Kunstmuseum (de), Luzern, curateur Noah Stolz
- 2016 : 
  - Eingang, In & Out, Up & Down, Durch und Durch, Galerie BolteLang[13], Zurich, Proposé par Fanni Fetzer, commissariat de Noah Stolz
  - Mancanza/Here and where Galerie Otto Zoo, Milan[14]
  - Printemps de Septembre[15] L'Adresse[16] Commissariat de Christian Bernard[17]
  - Printemps de Septembre[18] Château de Degrés[19] Commissariat de Nathalie Viot
  - Le temps éclaté par la profondeur du vide [20] Galerie Laurence Bernard, Genève Commissariat de Noah Stolz
- 2017
  -  Entangled: Threads & Making, commissariat de Karen Wright, du 28/01 au 7/05/ 2017, Turner Contemporary Margate (Angleterre) [21]
  - "Le parti pris des nuages", du 20/05 au 13/07/2017, Galerie Anne-Sarah Bénichou, Paris (France)
- 2020
  - Retrospektive - innenausseninnen, du 29/02 au 11/10/2020, Kunstmuseum Luzern, Lucerne (Suisse)
- 2024
  - Widerstandsgeist, du 5/10 au 24/11, Neuer Aachener Kunstverein, Aix-la-Chapelle[22]
  - Soziales Gewebe, du 6/10 au 9/2/2025, Kunstmuseen Krefeld, Krefeld[23]